# Ferungulata
Ferungulata (Ферунгулата — „дивље звијери и копитари”) је велики ред плаценталних сисара унутар кладуса Scrotifera. Овај велики ред сисара обухвата мироред Ferae и кладус Pan-Euungulata, као и ихнород Palimmecopus. Стручни назив за чланове овог великог реда сисара је ферунгулати.

## Етимологија назива
| Велики ред: | Поријекло назива од:                                                          | Значење назива:          |
| ----------- | ----------------------------------------------------------------------------- | ------------------------ |
| Ferungulata | - портманто од: - мириреда сисара Ferae - и невежећег кладуса сисара Ungulata | дивље звијери и копитари |

## Опис
Код преставници великог реда Ferungulata доњи згловни наставци (postzygapophysis) слабински пршљенова су у облику латиничног слова S. Ови зглобни наставци су се развили како би спријечили увијање између пршљенова као одговор на потребу за стабилизацијом задњег дјела кичме, како су се ребра код ови сисара смањила. Код представника реда Carnivora је ова особина секундарно нестала. Такође се ово десило и са представницима реда Perissodactyla, иако је код њихови изумрли примитивни сродника (као што је род Cambaytherium) ова анатомска особина била присутна.

## Еволуција
Представници великог реда Ferungulata воде поријекло од предака из кладуса Scrotifera, који су у периоду касне креде живјели на простору данашње Сјеверне Америке. Ови преци су по свом изгледу наликовали на ласице, и били су мали сваштоједи по исхрани. Око 83,43 милиона година преци мирореда Ferae и кладуса Pan-Euungulata су се одвојили у двије посебне линије сисара.

## Систематика

### Класификација
Класификација великог реда Ferungulata:
| Ранија класификација: | Савремена класификација: |
| --- | --- |
| - Кохорта: Ferungulata (Simpson, 1945) - Надред: Ferae (Linnaeus, 1758) - Ред: Carnivora (Bowdich, 1821) (звијери) - Кладус: Ungulata (Linnaeus, 1766) (копитари) - Надред: Mesaxonia (Marsh, 1884) - Ред: Perissodactyla (Owen, 1848) (непарнопрсти копитари) - Надред: Paenungulata (Simpson, 1945) (поткопитари) - Ред: Hyracoidea (Huxley, 1869) (дамани) - Ред: Proboscidea (Illiger, 1811) (сурлаши) - Ред: Sirenia (Illiger, 1811) (морске краве) - Ред: †Dinocerata (Marsh, 1872) - Ред: †Embrithopoda (Andrews, 1906) - Ред: †Pantodonta (Cope, 1873) - Ред: †Pyrotheria (Ameghino, 1895) - Надред: Paraxonia (Marsh, 1884) - Ред: Artiodactyla (Owen, 1848) (парнопрсти копитари) - Надред: Protungulata (Simpson, 1945) - Ред: Tubulidentata (Huxley, 1872) (цјевозупке) - Ред: †Astrapotheria (Lydekker, 1894) - Ред: †Condylarthra (Cope, 1881) - Ред: †Litopterna (Ameghino, 1889) - Ред: †Notoungulata (Roth, 1903) | - Велики Ред: Ferungulata (Simpson, 1945) - Мироред: Ferae (Linnaeus, 1758) - Кладус: Pan-Carnivora (Flynn, Wyss & Wolsan, 2020) (звијеролики сисари) - Кладус: Pholidotamorpha (Gaudin, 2009) (љускавцолики сисари) - Ред: †Pantolesta (McKenna, 1975) - Кладус: Pan-Euungulata (O'Leary, 2013) - Мироред: Euungulata (Waddell, 2001) (прави копитари) - Породица: †Protungulatidae (Chatterjee, Scotese & Bajpai, 2017) Incertae sedis ихнофосилни представници великог реда Ferungulata: - Ихнород: †Palimmecopus (Sargeant & Langston, 1994) |
| † - ознака за изумрли таксон | |

### Филогенија
Доље приказан кладограм представља филогенетске везе великог реда Ferungulata.

|  | \| \| †Avunculus \| \| \| \| \| \| †Gelastops \| \| \| \| |
|  |                                                           |
|  | †Acmeodon                                                 |
|  |                                                           |
|  | †Avunculus                                                |
|  |                                                           |
|  | †Gelastops                                                |
|  |                                                           |

|  | †Avunculus |
|  |            |
|  | †Gelastops |
|  |            |

|  | Apo-Chiroptera          |
|  |                         |
|  | †"Wyonycteris" microtis |
|  |                         |
|  | †Eosoricodontidae       |
|  |                         |

|  | Euungulata (sensu stricto) |
|  |                            |
|  | †Protungulatidae           |
|  |                            |

|  | Pan-Carnivora                                                   |
|  |                                                                 |
|  | \| \| †Pantolesta \| \| \| \| \| \| Pholidotamorpha \| \| \| \| |
|  |                                                                 |
|  | †Pantolesta                                                     |
|  |                                                                 |
|  | Pholidotamorpha                                                 |
|  |                                                                 |

|  | †Pantolesta     |
|  |                 |
|  | Pholidotamorpha |
|  |                 |

|  | Euungulata (sensu stricto) |
|  |                            |
|  | †Protungulatidae           |
|  |                            |

|  | Pan-Carnivora                                                   |
|  |                                                                 |
|  | \| \| †Pantolesta \| \| \| \| \| \| Pholidotamorpha \| \| \| \| |
|  |                                                                 |
|  | †Pantolesta                                                     |
|  |                                                                 |
|  | Pholidotamorpha                                                 |
|  |                                                                 |

|  | †Pantolesta     |
|  |                 |
|  | Pholidotamorpha |
|  |                 |

|  | \| \| †Avunculus \| \| \| \| \| \| †Gelastops \| \| \| \| |
|  |                                                           |
|  | †Acmeodon                                                 |
|  |                                                           |
|  | †Avunculus                                                |
|  |                                                           |
|  | †Gelastops                                                |
|  |                                                           |

|  | †Avunculus |
|  |            |
|  | †Gelastops |
|  |            |

|  | Apo-Chiroptera          |
|  |                         |
|  | †"Wyonycteris" microtis |
|  |                         |
|  | †Eosoricodontidae       |
|  |                         |

|  | Euungulata (sensu stricto) |
|  |                            |
|  | †Protungulatidae           |
|  |                            |

|  | Pan-Carnivora                                                   |
|  |                                                                 |
|  | \| \| †Pantolesta \| \| \| \| \| \| Pholidotamorpha \| \| \| \| |
|  |                                                                 |
|  | †Pantolesta                                                     |
|  |                                                                 |
|  | Pholidotamorpha                                                 |
|  |                                                                 |

|  | †Pantolesta     |
|  |                 |
|  | Pholidotamorpha |
|  |                 |

|  | Euungulata (sensu stricto) |
|  |                            |
|  | †Protungulatidae           |
|  |                            |

|  | Pan-Carnivora                                                   |
|  |                                                                 |
|  | \| \| †Pantolesta \| \| \| \| \| \| Pholidotamorpha \| \| \| \| |
|  |                                                                 |
|  | †Pantolesta                                                     |
|  |                                                                 |
|  | Pholidotamorpha                                                 |
|  |                                                                 |

|  | †Pantolesta     |
|  |                 |
|  | Pholidotamorpha |
|  |                 |

|  | \| \| †Avunculus \| \| \| \| \| \| †Gelastops \| \| \| \| |
|  |                                                           |
|  | †Acmeodon                                                 |
|  |                                                           |
|  | †Avunculus                                                |
|  |                                                           |
|  | †Gelastops                                                |
|  |                                                           |

|  | †Avunculus |
|  |            |
|  | †Gelastops |
|  |            |

|  | Apo-Chiroptera          |
|  |                         |
|  | †"Wyonycteris" microtis |
|  |                         |
|  | †Eosoricodontidae       |
|  |                         |

|  | Euungulata (sensu stricto) |
|  |                            |
|  | †Protungulatidae           |
|  |                            |

|  | Pan-Carnivora                                                   |
|  |                                                                 |
|  | \| \| †Pantolesta \| \| \| \| \| \| Pholidotamorpha \| \| \| \| |
|  |                                                                 |
|  | †Pantolesta                                                     |
|  |                                                                 |
|  | Pholidotamorpha                                                 |
|  |                                                                 |

|  | †Pantolesta     |
|  |                 |
|  | Pholidotamorpha |
|  |                 |

|  | Euungulata (sensu stricto) |
|  |                            |
|  | †Protungulatidae           |
|  |                            |

|  | Pan-Carnivora                                                   |
|  |                                                                 |
|  | \| \| †Pantolesta \| \| \| \| \| \| Pholidotamorpha \| \| \| \| |
|  |                                                                 |
|  | †Pantolesta                                                     |
|  |                                                                 |
|  | Pholidotamorpha                                                 |
|  |                                                                 |

|  | †Pantolesta     |
|  |                 |
|  | Pholidotamorpha |
|  |                 |

|  | \| \| †Avunculus \| \| \| \| \| \| †Gelastops \| \| \| \| |
|  |                                                           |
|  | †Acmeodon                                                 |
|  |                                                           |
|  | †Avunculus                                                |
|  |                                                           |
|  | †Gelastops                                                |
|  |                                                           |

|  | †Avunculus |
|  |            |
|  | †Gelastops |
|  |            |

|  | Apo-Chiroptera          |
|  |                         |
|  | †"Wyonycteris" microtis |
|  |                         |
|  | †Eosoricodontidae       |
|  |                         |

|  | Euungulata (sensu stricto) |
|  |                            |
|  | †Protungulatidae           |
|  |                            |

|  | Pan-Carnivora                                                   |
|  |                                                                 |
|  | \| \| †Pantolesta \| \| \| \| \| \| Pholidotamorpha \| \| \| \| |
|  |                                                                 |
|  | †Pantolesta                                                     |
|  |                                                                 |
|  | Pholidotamorpha                                                 |
|  |                                                                 |

|  | †Pantolesta     |
|  |                 |
|  | Pholidotamorpha |
|  |                 |

|  | Euungulata (sensu stricto) |
|  |                            |
|  | †Protungulatidae           |
|  |                            |

|  | Pan-Carnivora                                                   |
|  |                                                                 |
|  | \| \| †Pantolesta \| \| \| \| \| \| Pholidotamorpha \| \| \| \| |
|  |                                                                 |
|  | †Pantolesta                                                     |
|  |                                                                 |
|  | Pholidotamorpha                                                 |
|  |                                                                 |

|  | †Pantolesta     |
|  |                 |
|  | Pholidotamorpha |
|  |                 |